# 索爾特龐德鎮區 (密蘇里州薩林縣)
索爾特龐德鎮區（英語：Salt Pond Township）是位於美國密蘇里州薩林縣的一個行政鎮區。

## 地方資料
索爾特龐德鎮區的面積為128.06平方千米，當中陸地面積為126.54平方千米，而水域面積為1.52平方千米。根據2020年美國人口普查的數據，當地共有人口1875人，而人口密度為每平方千米14.64人。